# Université de Goma
 (août 2023).
Si vous disposez d'ouvrages ou d'articles de référence ou si vous connaissez des sites web de qualité traitant du thème abordé ici, merci de compléter l'article en donnant les références utiles à sa vérifiabilité et en les liant à la section « Notes et références ».
L’université de Goma (UNIGOM) est une université publique de la république démocratique du Congo, située à Goma, en province du Nord-Kivu. Les langues d'enseignement sont le français et l'anglais.

## Historique
L’université est née de la politique d’essaimage des établissements de l’enseignement supérieur et universitaire prônée par le gouvernement de la république démocratique du Congo. Elle tire son existence et fonctionnement des arrêts ministériels N° ESU/CABMIN/066/93 du 17/06/1993 portant création des centres universitaires dont celui du Nord-Kivu à Goma, N° ESU/227/1996 du 18/12/1996 et N° ESU/002/1997 du 04/10/1997 qui ouvrent les extensions universitaires en république démocratique du Congo. Le Centre universitaire du Nord-Kivu a fonctionné, sous la tutelle de l’université de Kisangani. 
Elle devient autonome en 2005 : elle est alors créée par le décret ministériel n° 055/MINESU/CABMIN/RS/2005 du 5 octobre 2005 et par l'arrêté N° 055/ MINSU/RS/2005 de la 05/10/2005 portant autonomie d’une extension d’un établissement public de l’enseignement supérieur et universitaire dénommée « université de Goma », UNIGOM en sigle. Elle est soumise à la tutelle du ministère de l'enseignement supérieur et universitaire.

## Facultés organisées
L'Unigom organise les facultés suivantes :
- Médecine[2]
- École de santé publique[3],[4]
- Droit
- Sciences économiques et gestion
- Sciences de l'information et de la communication (SIC)
- Sciences sociales, administratives et politiques (FSSAP)
- Sciences géologiques
- Sciences agronomiques et environnement
- Sciences juridiques